# Bicentenario de la Revolución de Mayo

Logotipo oficial de la Celebración del Bicentenario.

El Bicentenario de la República Argentina que conmemora los 200 años de la Revolución de Mayo tuvo lugar el martes 25 de mayo de 2010, doscientos años después de la Revolución de Mayo de 1810 en la cual se destituyó al virrey español Baltasar Hidalgo de Cisneros y se creó una Junta de gobierno conformada por destacados representantes del pueblo de Buenos Aires, que se convirtió entonces en el Primer gobierno patrio de Argentina. La convocatoria fue masiva con tres millones de personas reunidas en la Avenida 9 de Julio sede central de los festejos.
La Revolución de Mayo en 1810 y el primer gobierno patrio argentino surgidos el 25 de mayo de 1810 en el Cabildo de Buenos Aires tuvieron (en cuanto a los transportes de la época lo permitieron) por adherentes a cabildos tan alejados en distancias de Buenos Aires como el de Tarija, el de Mendoza, el de Corrientes y Yapeyú. La mayor parte del extensísimo territorio que adhirió inicialmente a la Revolución del 25 de mayo de 1810 conformó a las Provincias Unidas del Río de la Plata (nombre inicial de Argentina y que aún hoy es uno de los nombres oficiales del país).

## Fiesta del bicentenario

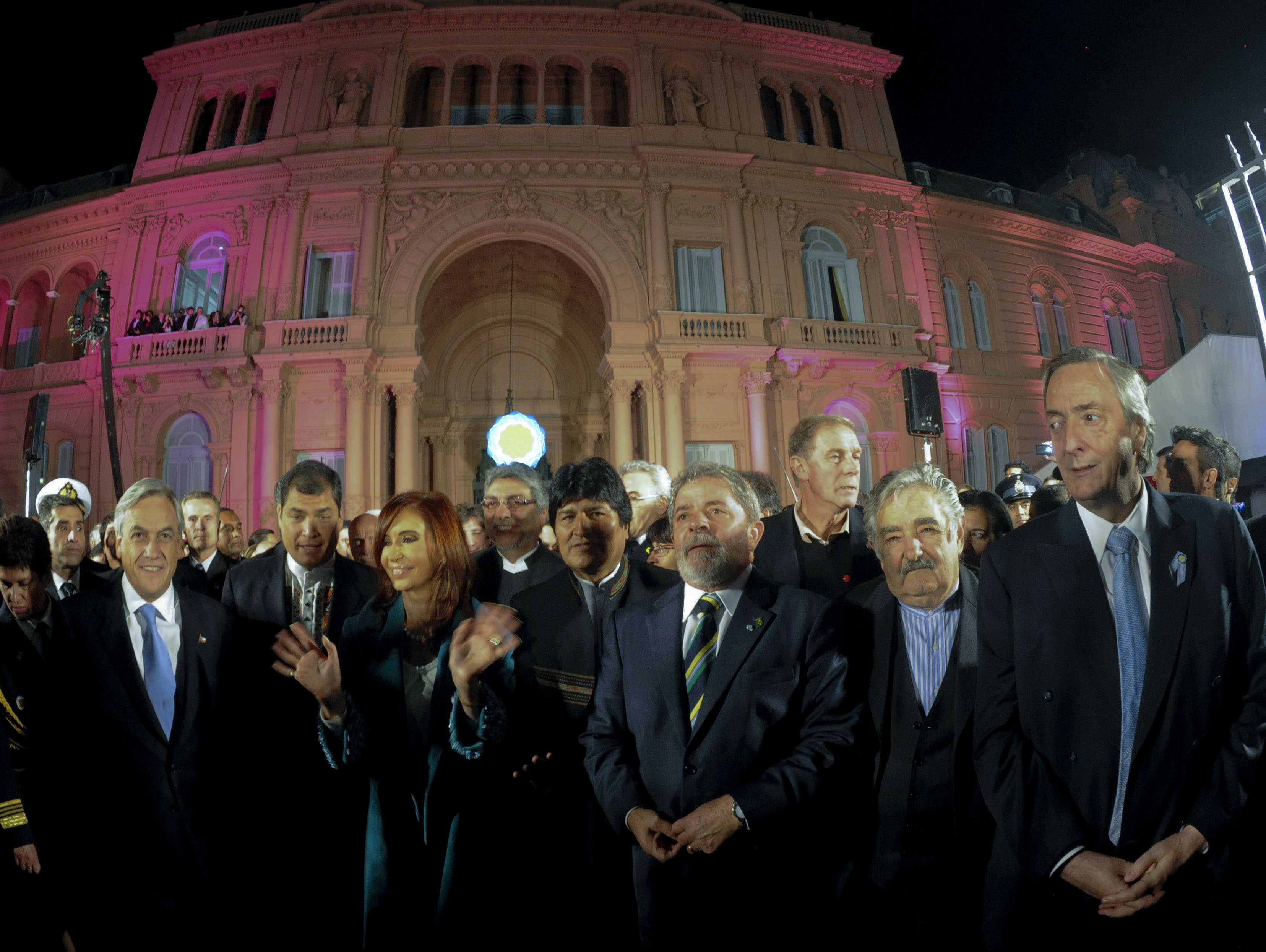
Festejos por el Bicentenario de Argentina. De izquierda a derecha, los presidentes de América del Sur: Sebastián Piñera (Chile), Rafael Correa (Ecuador), Cristina Fernández de Kirchner (Argentina), Fernando Lugo (Paraguay), Evo Morales (Bolivia), Lula da Silva (Brasil), Pepe Mujica (Uruguay) y el Secretario General Néstor Kirchner (Unasur)

En la ciudad de Buenos Aires el gobierno nacional organizó el principal evento conmemorativo del año, que se desarrolló principalmente en un tramo de la más importante arteria de la ciudad, la Avenida 9 de Julio. El festejo comenzó el día 21 de mayo y finalizó el día del Bicentenario, el 25 de mayo. Si bien la conmemoración se realizó durante todo 2010 en el país, este evento fue el único en el que se encontraron representadas las provincias y países invitados.

### Cronograma

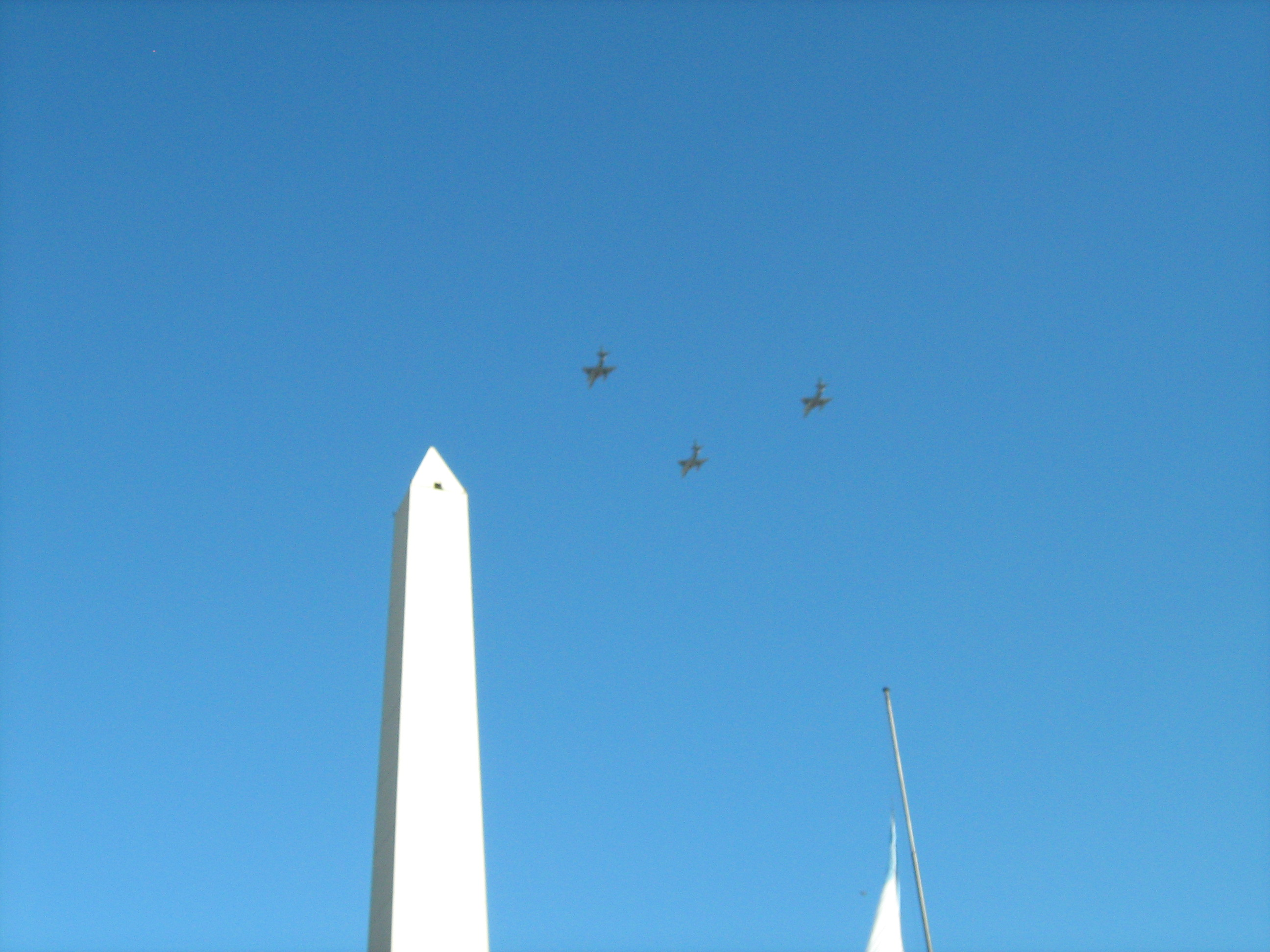
Exhibición aérea en el Obelisco.

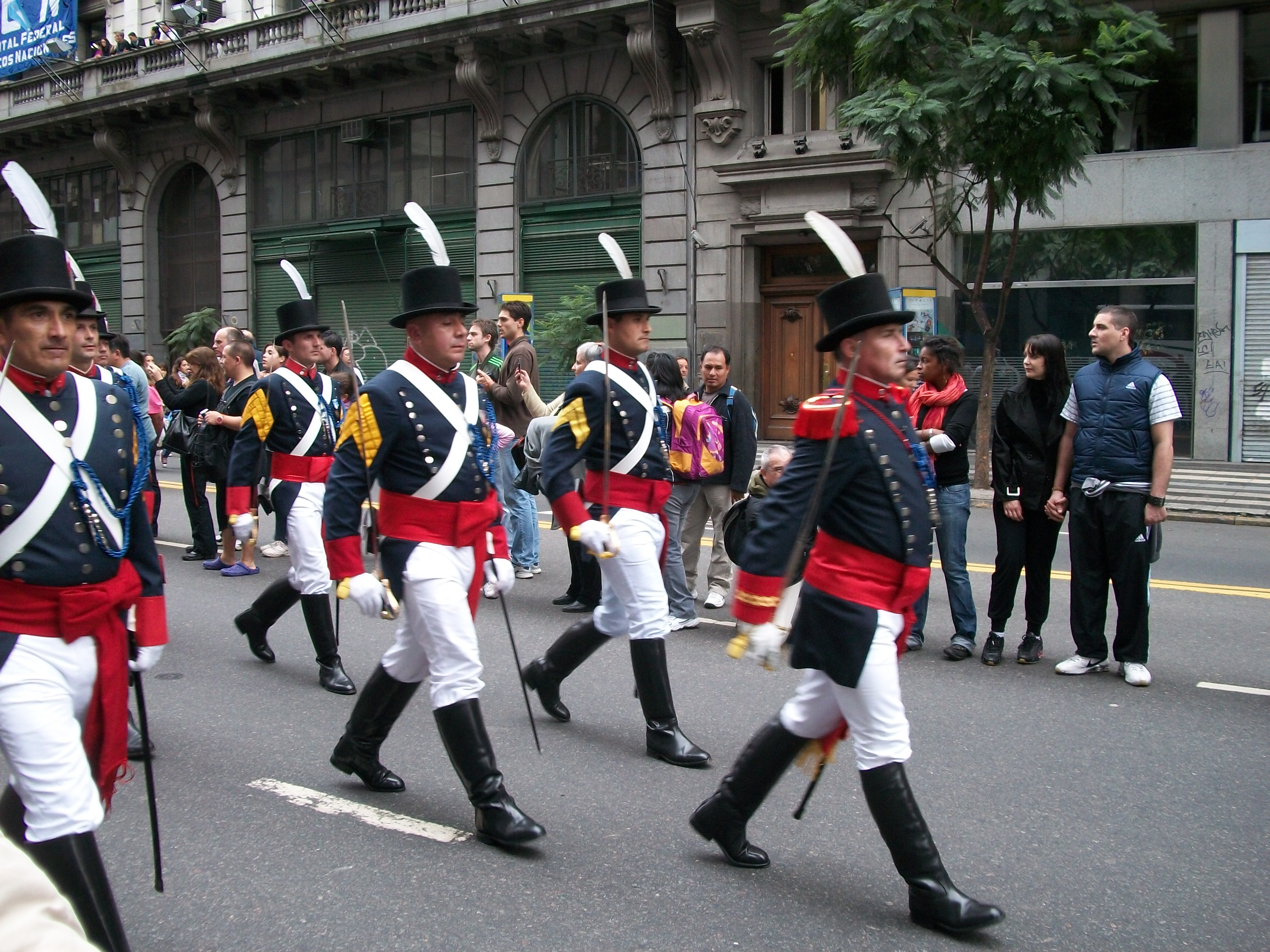
Desfile militar en la Avenida Roque Sáenz Peña por los festejos del Bicentenario.

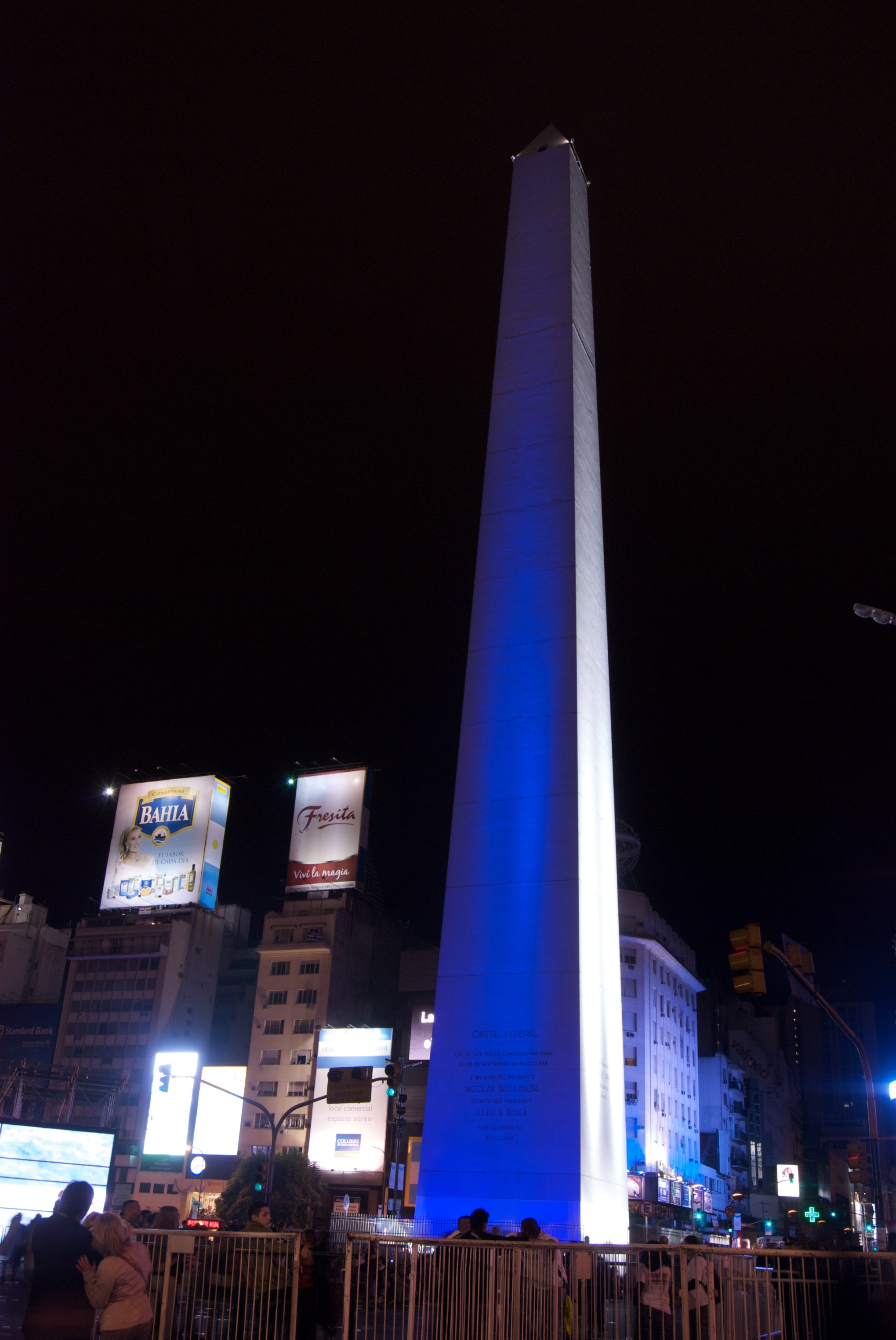
El Obelisco durante los festejos del Bicentenario de Argentina.

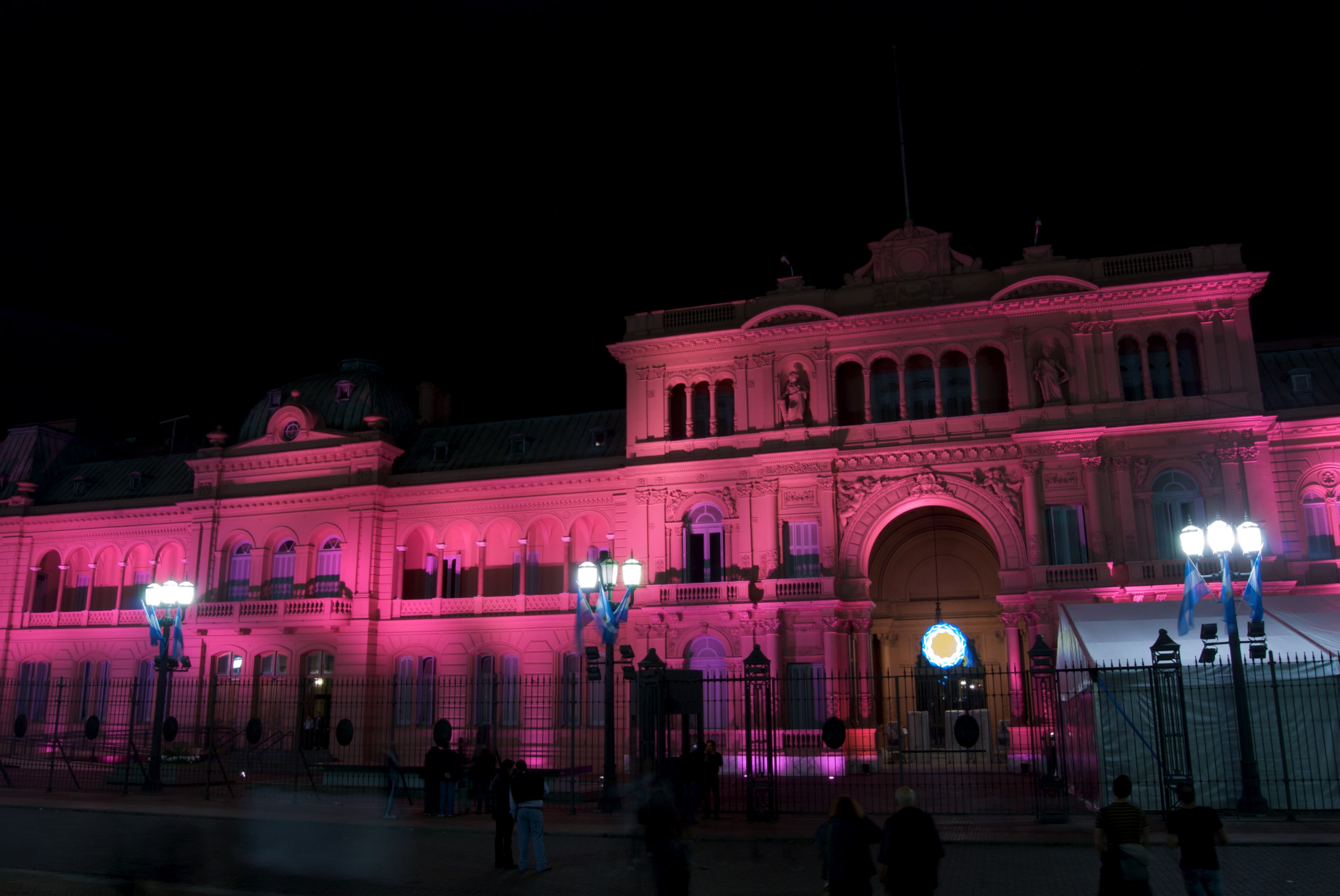
La Casa Rosada durante la Semana de Mayo de 2010.

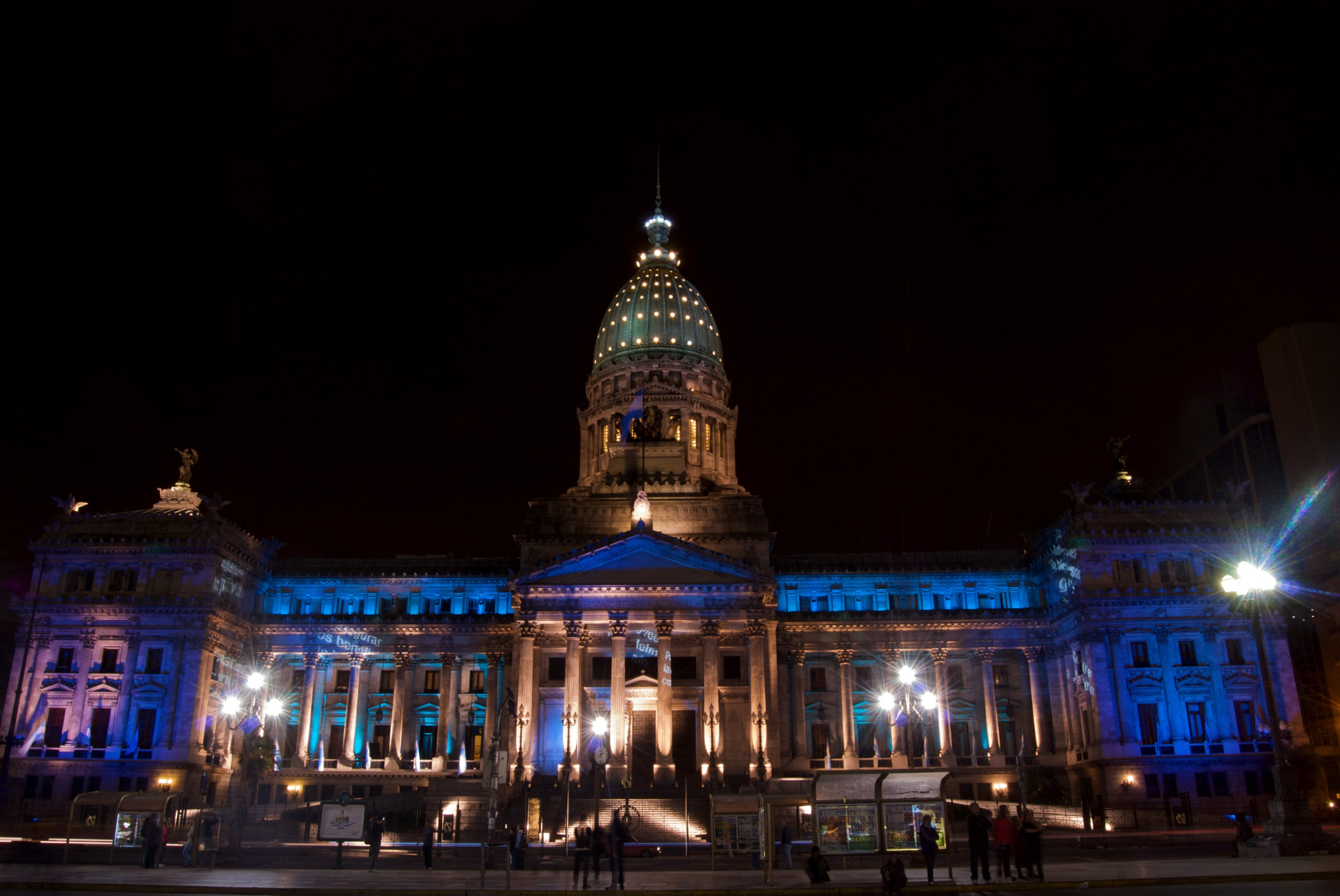
El Congreso Nacional adornado con luces celestes y blancas durante el Bicentenario.

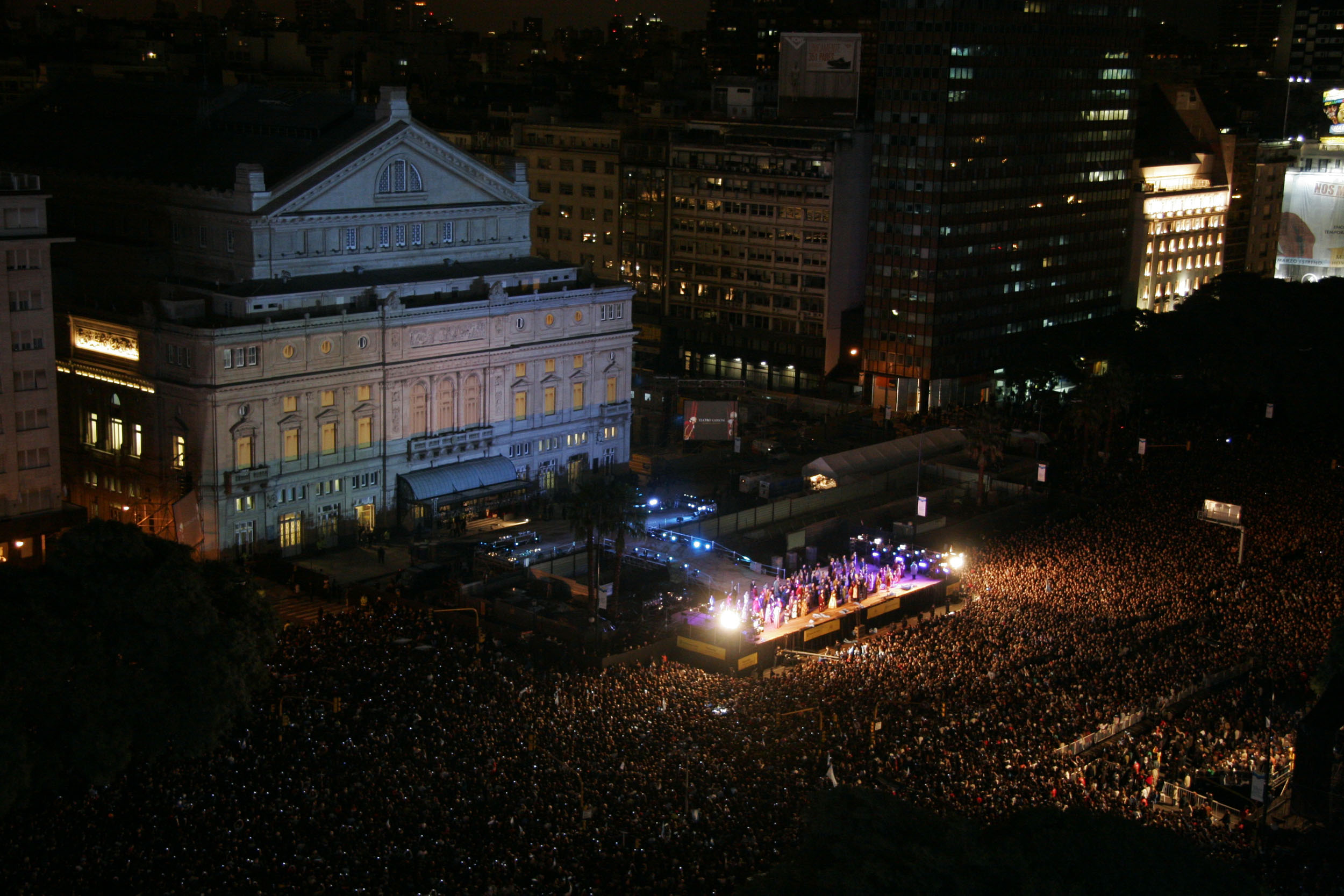
Vista exterior del restaurado Teatro Colón.

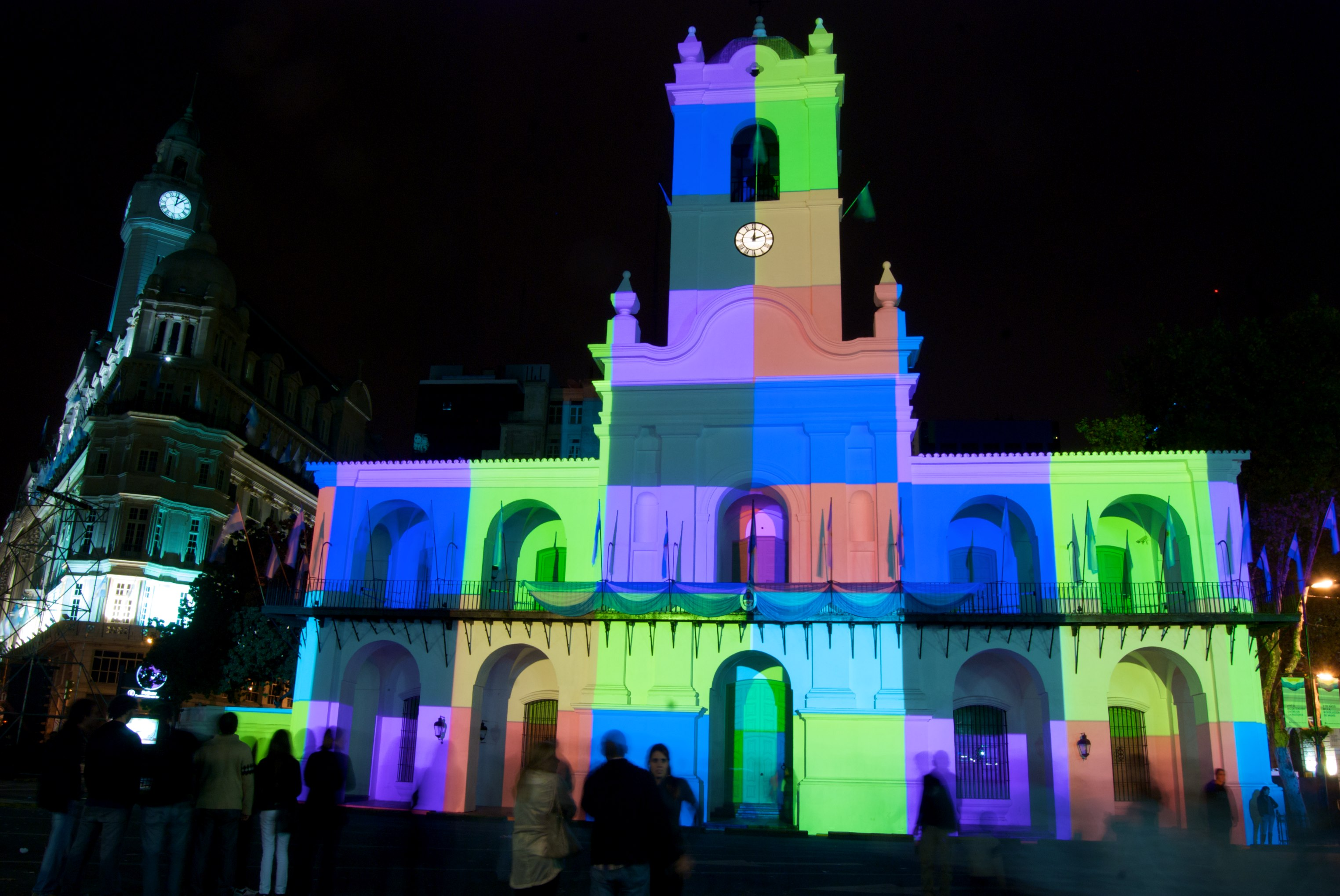
El Cabildo de Buenos Aires adornado de colores en un espectáculo de imágenes 3D para el 25 de mayo de 2010.

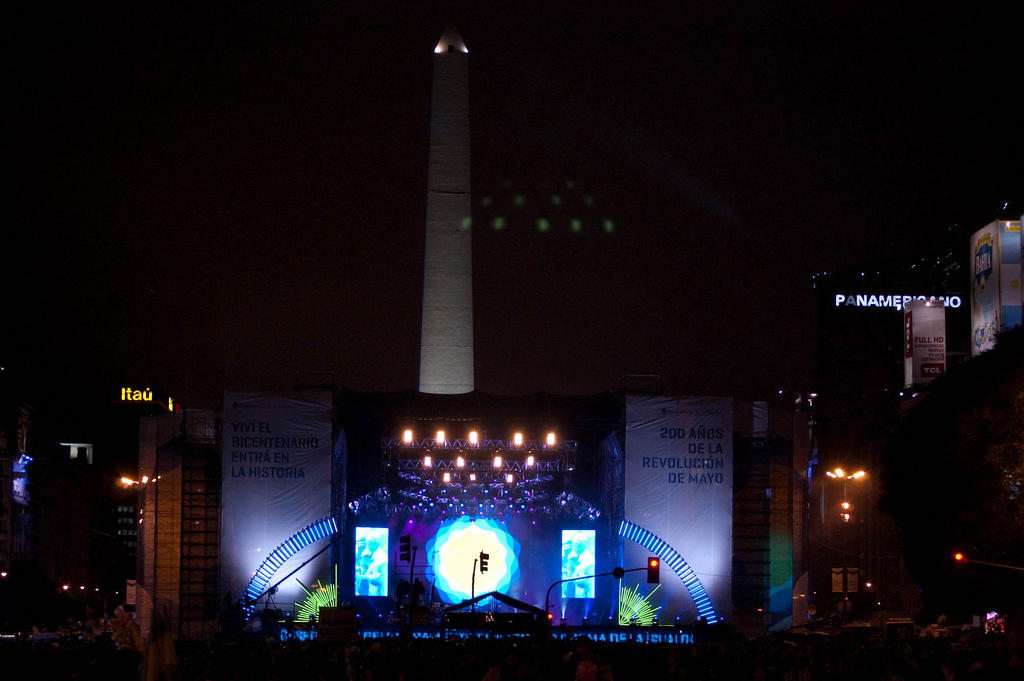
Conciertos gratis en el Obelisco.

- Viernes 21 de mayo

A las 20: Homenaje a los 40 años del rock nacional
Contó con la presencia de Luis Alberto Spinetta, Moris, Fito Páez y León Gieco, entre otros. Litto Nebbia ofició de maestro de ceremonias. Para esa fecha ya estaba realizada la refacción de la Pirámide de Mayo en la histórica Plaza de Mayo, plaza que fuera sede de algunos de los principales eventos de la Revolución de mayo de 1810.
- Sábado 22 de mayo

12: Desfile militar
Contó con la participación de bandas de regimientos, escuadrones de caballería montados, unidades históricas del Ejército Argentino con trajes de época y el escuadrón banderas. Se destacaron el Regimiento de Patricios y el Regimiento de Granaderos a Caballo, este último forma una escuadra histórica y escolta presidencial desde 1907. Ante un brote de arteritis viral equina (AVE) recientemente importada de Holanda, a la que los caballos locales no estaban inmunizados, el Senasa se reservó el derecho de suspender cualquier acto que incluyera a estos animales con hasta 48 h de anticipación. Desde el 6 de mayo fue prohibido, a nivel nacional, cualquier traslado de estos animales; por buena fortuna el plantel equino que desfiló durante los festejos del Bicentenario se encontró y encuentra sano.
También participaron Veteranos de la guerra del Atlántico Sur quienes desplegaron una bandera en conmemoración a los muertos en combate.
15: Desfile federal
Cada provincia participó con intervenciones callejeras representativas, por ejemplo la de Jujuy marchó con un rebaño de llamas; por Santiago del Estero, hubo gauchos a caballo; por Córdoba se presentaron grupos de cuarteto, entre otras atracciones; la delegación de Santa Fe marchó portando la que se considera la bandera más larga del mundo: una bandera Argentina de 18 kilómetros de longitud; por San Luis desfiló una delegación de alumnos primarios portando sus netbooks donadas por la provincia; por Corrientes desfiló una delegación de bailarines de chamamé y representantes del Carnaval de Corrientes con sus trajes característicos. Recorrió el paseo desde la Avenida Belgrano hasta la Avenida Corrientes.
20: Recital de música latinoamericana
Se inició con un grupo de arpas, el cual fue seguido por el conjunto Vox Dei, y luego por el conjunto del hermano país chileno Los Jaivas. Condujo León Gieco y participaron Jaime Roos, Gilberto Gil, Totó la Momposina, Víctor Heredia, Gustavo Santaolalla, Mundo Alas y Pablo Milanés.
- Domingo 23 de mayo

12.00: desfile de la integración
Participaron las comunidades con un desfile de 4.000 personas vistiendo trajes típicos y los países invitados, como representantes de la unión fraternal entre pueblos y la integración de la Argentina con Latinoamérica y el mundo.
20.00: espectáculo de tango y folclore argentino y folclore latinoamericano con presencia de artistas chilenos, bolivianos y uruguayos.
Participaron Soledad Pastorutti y Gustavo Santaolalla. Tocaron Víctor Heredia, Teresa Parodi, Liliana Herrero y Peteco Carabajal. Hubo orquestas de tango y shows de baile.
Este último evento fue postergado para el día siguiente debido a intensas lluvias.
- Lunes 24 de mayo

15.00: desfile de autos y motos antiguas
Recorrió el Paseo del Bicentenario, a lo largo de la Avenida 9 de Julio, desde la avenida Belgrano hasta la avenida Corrientes.
16:30: Partido de despedida de la Selección Argentina (la cual ganó en un partido amistoso por 5 goles a 0 su rival de Canadá).
Se transmitió en vivo y en directo por pantallas gigantes, ubicadas en los tres escenarios y en los stands de la Nación Argentina y el de la Ciudad de Buenos Aires, el partido de despedida de la Selección argentina contra el seleccionado de Canadá. Andrés Ciro Martínez, de Los Piojos, cantó el Himno Nacional Argentino.
17.00: la presidenta argentina Cristina Fernández inauguró el Centro Cultural del Bicentenario
19.00: Show en homenaje al cine argentino
La Orquesta Sinfónica Nacional interpretó música de películas.
19:30: Restauración del Teatro Colón
Reinaugurado tres de restauración del Teatro Colón en la Ciudad de Buenos Aires. Dueño de una acústica legendaria, el teatro disputa el título como la mejor ópera del mundo con la Scala de Milán y la Ópera de Viena. Se presentó un espectáculo mapping sobre la avenida 9 de Julio y función de gala patriótica con sinfónica, ballet y la representación de la ópera lírica "La Bohème" de Puccini.
20.00: shows musicales con grandes exponentes de distintos géneros
24.00: canto del Himno Nacional Argentino
- Martes 25 de mayo

A las 00:00 se cantó el Himno Nacional Argentino en el Teatro Colón, en la Avenida 9 de Julio y a través de la Cadena Nacional de Radiodifusión y Televisión, desde el Parque Provincial Ischigualasto ubicado en la provincia de San Juan lindando con el Parque nacional Talampaya ubicado en la provincia de La Rioja.
A las 12 se inició el solemne Tedeum en la Basílica de Luján y otro paralelo en la Catedral de Buenos Aires.
17 a 19 se inauguró la Galería de los Patriotas Latinoamericanos en la Casa Rosada, con asistencia de varios presidentes de estados latinoamericanos.
19.00  sobre la fachada principal (es decir la oriental) del Cabildo de Buenos Aires preparado perfectamente para un mapping, se proyectó un espectáculo 3D de luz y sonido cuyas secuencias rememoraron a todo color y sonido diversas etapas de los ya más de dosceintos años de historia Argentina.
19.00: desfile de mayo
Debido a la gran cantidad de público el desfile artístico recién pudo comenzar realmente hacia las 20:15 de la noche.

Este fue el evento central, una propuesta que combinó tradición e innovación con la intervención de colectivos artísticos, grupos de arte, músicos, escenógrafos, agrupaciones murgueras y diseñadores. Más de 2.000 artistas participaron del desfile central que comenzó en la Plaza de Mayo y tuvo su punto culmen en la Avenida 9 de Julio, trayecto en el cual -a través de cuadros temáticos- se narró la Historia Argentina. Constando tal presentación de 19 escenas, que narraron un recorrido por los doscientos años de historia que se conmemoran en esta fecha, con un despliegue escenográfico imponente. No se trató de un relato cronológico sino de la puesta en escena de conceptos generales, los diversos cuadros muestran la historia de la inmigración, el avance en la industria nacional, el concepto de soberanía, entre otros. La artística del Desfile de mayo estuvo a cargo de "Diqui" James director del grupo artístico Fuerzabruta, dos integrantes de ese grupo, Josefina Torino e Ivanna Carrizo, supieron personificar por turnos la alegoría de la República Argentina; entre los diversos atractivos del este desfile estuvo la reconstrucción en réplica de uno de los buques veleros trasatlánticos que trajeron a los inmigrantes desde Europa, tal réplica de un barco mide casi 40 m de longitud y fue movilizada sobre un soporte de multirruedas en las calles y avenidas que recorrió, protagonizado por la bailarina aérea Eugenia Di Marco. Se trató de un espectáculo artístico histórico, de vanguardia estética y alto desarrollo tecnológico.
20.00: programado el inicio del Recital de cierre con Fito Páez, Juanse y Agarrate Catalina
El inicio de este recital estaba programado para las 20, pero la intensa lluvia del día anterior que obligó a trasladar varias actuaciones de folclore argentino y tango sumado al gran aflujo de público, obligaron a posponer casi dos horas el inicio del recital en el cual actuaron el rosarino Fito Páez, Juanse y la murga uruguaya Agarrate Catalina, ya a las 2 de la mañana del miércoles 26 se dieron a concluir las celebraciones y entre fuegos artificiales el pueblo entonó nuevamente el Himno Nacional Argentino.
Cantaron el Himno 200 personalidades, entre músicos, deportistas y actores frente a una multitud de 3 millones de personas.
22.00: se dio inicio a la Cena de Honor en la cual el Poder Ejecutivo argentino agasajó a varias personalidades.

### Postas
Hubo seis espacios dedicados a temáticas como Ciencia y Tecnología, Juventud y Educación, Ambiente, Cultura, Derechos Humanos y Producción. En cada uno hubo charlas y foros de debate organizados por los ministerios nacionales y organismos no gubernamentales.

### Puertas
En tres pórticos en las entradas principales del paseo los ingresantes fueron recibidos por diferentes artistas.
La realización de la entrada de la Avenida Corrientes estuvo a cargo de Marcos López y el grupo GAC, la de la Avenida de Mayo la realizaron Graciela Sacco y León Ferrari, mientras la puerta de la avenida Belgrano fue obra del grupo Mondongo.

### Feria de las provincias
Cada provincia tuvo un stand en el que exhibió su historia, sus producciones artísticas, sus atractivos naturales y todo aquello que la represente. Hubo además un puesto para los residentes argentinos en el exterior, la llamada “Provincia 25”, otro dedicado a los chicos, y además, un stand compartido por la Nación Argentina y la Ciudad de Buenos Aires.

### Paseo gastronómico
A lo largo de la avenida fueron instalados setenta y dos puestos de comida exponiendo la gastronomía argentina repartidos entre todas las provincias; organizaciones sociales y distintas comunidades (italiana, española, polaca, árabe, alemana, rusa, irlandesa, galesa, armenia, china, japonesa, judía y boliviana, entre otras). Se venden platos típicos, conservas y licores. Además, participan las familias del plan social “Manos a la obra”.

### Tecnópolis
Como culminación de los festejos se proyectó una exposición de ciencias, tecnología y arte llamada Tecnópolis, dentro de la Ciudad Autónoma de Buenos Aires, en las inmediaciones de Avenida Figueroa Alcorta y la TV Pública, en el mes de noviembre de 2010.
Sin embargo, la implementación e inauguración de la misma fue postergada como consecuencia de la falta de habilitación por parte del gobierno de la ciudad hasta el 2011, año en el que se empezó su construcción en un predio de cincuenta hectáreas ubicado en el partido de Vicente López, Provincia de Buenos Aires.
Finalmente fue inaugurada en Villa Martelli, el jueves 14 de julio de 2011 por la presidenta de la Nación, Cristina Fernández de Kirchner.

### Otras atracciones

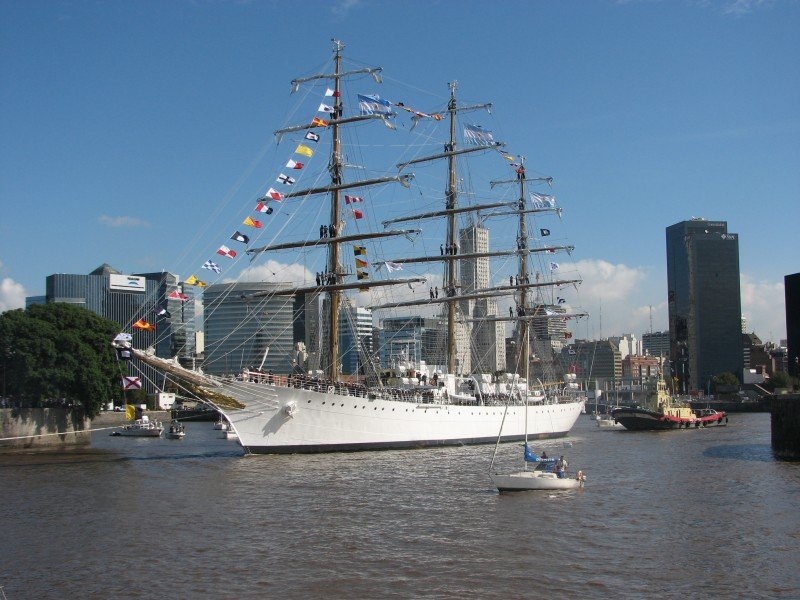
Regata del Bicentenario, en la foto se ve a la Fragata Libertad.

En la Avenida 9 de Julio entre la avenida Belgrano y la calle Venezuela, la Buenos Aires expuso dos locomotoras históricas: La Porteña, la primera del país, y La Patria. El 25 a las 14 hubo un show con unos ochenta autos de Turismo Carretera, con largada simbólica desde el Obelisco o Plaza de la República.
En las proximidades de la Plaza de la República, en las proximidades de las intersecciones de las avenidas 9 de Julio y Corrientes, se construyó una gran maqueta escala 1:1 (es decir tamaño real) de la Casa de la Independencia cuyo edificio original está en la ciudad de San Miguel de Tucumán.
Escenarios secundarios: en las intersecciones de 9 de Julio con la calle Alsina y con la calle Bartolomé Mitre.
El sábado y domingo se presentaron diversos espectáculos organizados por cada provincia, países invitados y distintas comunidades residentes en Argentina. Entre otros actuaron Abel Pintos, los Tekis, y Juan Falú. Mendoza hizo una recreación de la Fiesta de la Vendimia. El espectáculo del domingo se suspendió a poco tiempo de empezado por la lluvia que se desató en Buenos Aires y fue reprogramado para el lunes.
El lunes 24 de mayo se reinauguró el Teatro Colón. Para el Bicentenario también se inauguró Punto Obelisco.

### Feria de las provincias
Cada provincia tuvo un stand en el que exhibió su historia, sus producciones artísticas, sus atractivos naturales y todo aquello que la represente. Hubo además un puesto para los residentes argentinos en el exterior, la llamada “Provincia 25”, otro dedicado a los chicos, y además, un stand compartido por la Nación Argentina y la Ciudad de Buenos Aires.

### Paseo gastronómico
A lo largo de la avenida fueron instalados setenta y dos puestos de comida exponiendo la gastronomía argentina repartidos entre todas las provincias; organizaciones sociales y distintas comunidades (italiana, española, polaca, árabe, alemana, rusa, irlandesa, galesa, armenia, china, japonesa, judía y boliviana, entre otras). Se venden platos típicos, conservas y licores. Además, participan las familias del plan social “Manos a la obra”.

### Tecnópolis
Como culminación de los festejos se proyectó una exposición de ciencias, tecnología y arte llamada Tecnópolis, dentro de la Ciudad Autónoma de Buenos Aires, en las inmediaciones de Avenida Figueroa Alcorta y la TV Pública, en el mes de noviembre de 2010. Sin embargo, la implementación e inauguración de la misma fue postergada como consecuencia de la falta de habilitación por parte del gobierno de la ciudad hasta el 2011, año en el que se empezó su construcción en un predio de cincuenta hectáreas ubicado en el partido de Vicente López, Provincia de Buenos Aires. Finalmente fue inaugurada en el barrio bonaerense Villa Martelli, el jueves 14 de julio de 2011 por la presidenta de la Nación, Cristina Fernández de Kirchner.

## Festejos en distintos puntos del país
En todas las poblaciones y ciudades argentinas incluyendo las bases ubicadas en la Antártida Argentina, y en las sedes consulares del planeta, se celebró la fecha patria del 25 de mayo.

### Provincia de Buenos Aires
En la ciudad de San Pedro, los edificios históricos y públicos fueron alumbrados y embanderados con los colores patrios, además todos los espacios verdes conjuntamente con las plazas colocaron banderas argentinas. Durante el 24 a la noche se realizó la primera "Noche de los Museos". El 25 de mayo, tuvo lugar el Tedeum, en la Iglesia Principal, luego el acto protocolar, con el desfile cívico - militar.

### Provincia de Córdoba

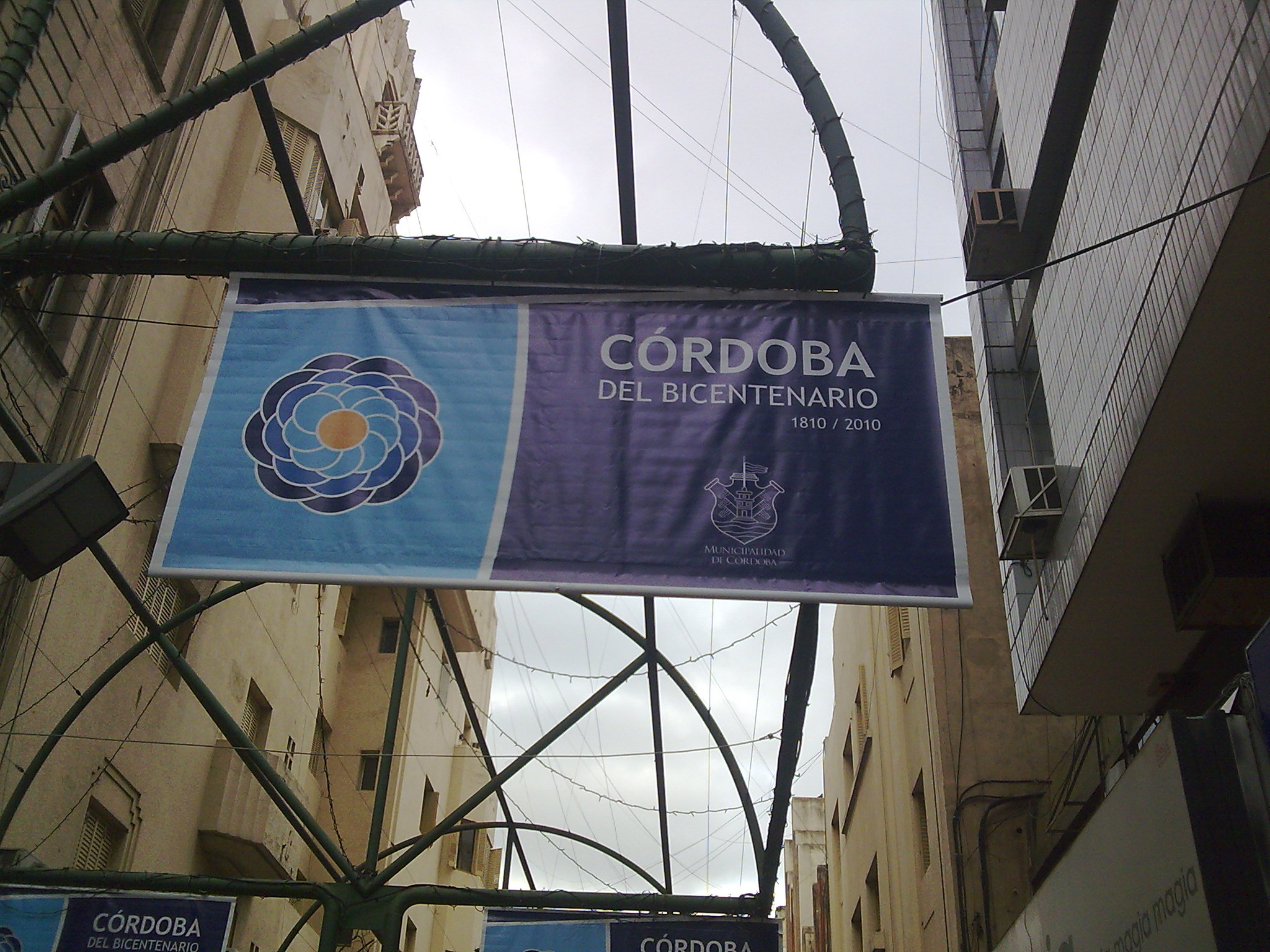
Carteles colocados en todo el centro de Córdoba por la municipalidad

La ciudad de Córdoba realizó la Expo 200 Bicentenario que tuvo como sede al Complejo Ferial Córdoba, tal expo fue inaugurada el 22 de mayo y concretada con más de 300 stands de diversos sectores productivos, (por ejemplo: industrial, turístico, cultural y tecnológico, agrícola y ganadero) de la argentina Provincia de Córdoba.
Luego también en las ciudades de Córdoba y de Carlos Paz, se lanzaron fuegos artificiales. En la capital se distribuyeron desde once puntos diferentes de la ciudad, como canchas (estadios) de fútbol y parques. En Córdoba se restauró todo el centro histórico.
El 25 de mayo hubo tres escenarios distintos en el área céntrica con variados espectáculos. Uno de ellos en Plaza San Martín y otros dos en Avenida Hipólito Yrigoyen.
En el mismo año 2010 y como homenaje a las fechas del Bicentenario argentino se proyectó e inició la construcción del monumento llamado Faro del Bicentenario el cual fue inaugurado a mediados de 2011.
En la plaza de la localidad de La Playosa se mostró un conjunto de luces con la silueta del Cabildo de Buenos Aires. En la ciudad de Villa María se preparó el locro más grande del País y se le repartió festivamente a 10 mil comensales.
También en Río Cuarto se inauguró el Puente del Bicentenario Intendente Mugnaini  en homenaje al ex intendente

### Provincia de Entre Ríos
El acto central del Bicentenario en la Provincia de Entre Ríos se llevó a cabo en Concepción del Uruguay, el Cabildo de esta ciudad fue uno de los primeros en reconocer la legitimidad de la Revolución de Mayo. El acto contó con la presencia del gobernador Don Sergio Urribarri, entre otros funcionarios provinciales y locales. Los edificios históricos se vistieron con gigantografías alusivas a la Revolución de Mayo y al pasado histórico de la ciudad. El desfile del Bicentenario fue sin dudas el momento más importante de los festejos que convocó al pueblo alrededor de la histórica Plaza Ramírez.

En todos los municipios de la provincia se realizaron actos conmemorativos al Bicentenario Argentino. Concordia se vistió de miles de banderas argentinas y en donde se desarrolló un desfile cívico-militar. En Paraná también se desarrolló un desfile con gran cantidad de público y la Noche de Gala tuvo lugar en el magnífico Teatro 3 de Febrero. En Gualeguaychú la gente festejo en el Corsódromo bailando un multitudinario pericón nacional. En Larroque se armó un gigantesco Cabildo realizado con tapitas de plástico. En San Salvador desfilaron autos y maquinarias antiguas y la tarde terminó con bailanta chamamecera. En Colón se realizó un desfile alegórico, y el acto central contó con la presencia de intendentes de la región que se agrupan en la Mancomunidad "Tierra de Palmares". La ciudad de Victoria festejó por dos bicentenarios, ya que la ciudad acababa de cumplir sus 200 años de fundación el 13 de mayo.

### Provincia de Mendoza
Cerca de 20.000 personas se dieron cita durante 5 días de actividades en el Parque Cívico, el Auditorio Ángel Bustelo, el Centro de Congresos y Exposiciones y la Enoteca de las Artes, participando de las clases de danzas folclóricas, la exhibición de películas nacionales, muestras de fotografías antiguas, muestra de ropa, performances teatrales, radioteatro, radio en vivo y recitales folclóricos. El día 24, el Teatro Independencia fue escenario de la Velada Patriótica, con las actuaciones de las primeras figuras del Teatro Colón, Hernán Piquín y Cecilia Figaredo, junto al Ballet Estancia de Alberto Ginastera. “Oda para un inmigrante” contó con coreografía de Rubén Chayán, la dirección de ballet de María Cristina Hidalgo y Marta Lértora, y la actuación de la Orquesta Filarmónica de Mendoza, bajo la vibrante batuta de su directora Ligia Amadio. A las 0.00 horas del 25, la Plaza Independencia se colmó de mendocinos y mendocinas que junto a las Orquestas de las Fuerzas Armadas de Mendoza y la Policía, entonaron el Himno Nacional Argentino. Un emotivo acto del que participaron el gobernador de la Provincia Celso Jaque y el Intendente de la Capital Víctor Fayad, que culminó con un espectacular despliegue de fuegos artificiales. En la mañana del 25, como parte de los actos oficiales se realizó la Diana de Gloria y el Hizamiento de Bandera en la Escuela Eva Perón. Posteriormente se realizó el Tedeum en la Basílica de San Francisco. Como cierre de los festejos por el Bicentenario de la Patria, ante una concurrencia de 100.000 personas, se realizó el tradicional Desfile Cívico Militar por las calles céntricas de la capital mendocina.
La Fiesta Nacional de la Vendimia 2010, realizada en el mes de marzo, fue otro de los eventos más importantes por el bicentenario en la provincia. El lema de la celebración fue "Cantos de vino y libertad", y culminó con un gran espectáculo en el Teatro Griego Frank Romero Day. En esta edición se eligió a la Reina Nacional de la Vendimia del Bicentenario, resultando electa la candidata del departamento Santa Rosa, María Flor Destefanis. Virreina fue Tamara Otero de Junín.

### Provincia de San Juan
En el Valle de la Luna pasadas las 0:00 del día 25 de mayo de 2010 se entonó el Himno Nacional Argentino a través de todos los medios de comunicación que integran la cadena nacional en Argentina, luego hubo un festival de fuegos artificiales. El Himno Nacional Argentino fue cantado por el coro de la Universidad Nacional de San Juan, mientras que la canción fue interpretada por las bandas de música del Regimiento de Infantería de Montaña 22 y la de la Policía de San Juan y se mostraron imágenes simbólicas referentes a la letra del canto patrio sobre la geoforma llamada "El Submarino" en dicho parque.
La Fiesta Nacional del Sol fue el evento que mayor importancia puso al festejo del bicentenario, donde el espectáculo tuvo bastante relación con lo teatral, haciendo hincapié en los eventos históricos ocurridos durante la historia argentina.
También a modo de promocionar a tal espectáculo, el Correo Argentino realiza un sello postal, con referencias de la fiesta. En tal ocasión fue elegida como Reina Nacional del Sol, entre las representantes departamentales, la de Valle Fértil, mientras que en caso de Virreina Nacional del Sol la que representó a Calingasta, fue la seleccionada.
- Video del Himno desde el Valle de la Luna

### Provincia de San Luis
En la ciudad de La Punta se ha edificado una réplica permanente del Cabildo de Buenos Aires con un aspecto lo más semejante posible a tal cual estaba ese edificio durante el 25 de mayo de 1810.

### Provincia de Santa Fe
El 22 de mayo (fecha en que conmemora el inicio del Cabildo Abierto de 1810), anticipándose a los actos principales se celebró un Concierto para fundar la Segunda Argentina en el Monumento a la Bandera ubicado en la ciudad de Rosario, en dicho concierto participaron la Orquesta Sinfónica Nacional dirigida por Carlos Vieu, con el tenor Darío Volonté y la mezzosoprano Vera Cirkovic; el 25 de mayo en el mismo sitio se lanzaron fuegos artificiales.
En Rafaela se colocaron banderas argentinas en espacios verdes, edificios gubernamentales y otros espacios públicos incluyendo mobiliario urbano como los postes de alumbrado público en la emblemática Avenida Santa Fe y alrededores de la Plaza 25 de Mayo.
Este 25 de mayo tuvo recitales de grupos y cantantes locales, más ferias de colectividades e representación de las culturas argentinas y provenientes de España, Israel y de Italia, esta última de importante presencia en la región.
El 20 de junio, día en que comienza el invierno del Hemisferio Sur (para el hemisferio Sur el período que va del 20 al 22 de junio es de solsticio y de regeneración tras haberse superado el día más corto del año en horas asoleadas) y en el cual tuvo su tránsito a la inmortalidad el prócer Manuel Belgrano -uno de los principales impulsores de la Revolución de Mayo y Secretario de la Primera Junta- día que por estos motivos honra a la Bandera Argentina que fuera por primera vez izada en las barrancas de la que ha venido a ser la actual importantísima Rosario se celebró un nuevo y gran desfile cívico militar revistado por la presidenta argentina -Cristina Fernández-; como cada 20 de junio y desde 1999 se desplegó la bandera argentina llamada Alta en el cielo de treinta kilómetros de longitud (se considera que es la bandera más grande, solidaria y unida del mundo, la única hecha por su pueblo).

### Provincia de Tucumán
Los actos principales fuero diferidos hasta el 9 de julio ya que en esa fecha se celebra en toda Argentina la Declaración de la Independencia de la Argentina. El 9 de julio de 2010 en la ciudad de San Miguel de Tucumán asistió la presidenta Cristina Fernández, quien pasó revista a un importante desfile cívico y militar, asistió en la Catedral de San Miguel de Tucumán a un solemne Tedeum y en las frías horas de la noche la gente en multitudes festejó con una nueva presentación escenográfica y actoral del grupo Fuerza bruta y un Recital de la Independencia realizado en la Plaza Independencia teniendo como telón de fondo a la bella y belepoqueana Casa de Gobierno de Tucumán. El Recital de la Independencia tuvo muy importantes protagonistas: Charly García y su conjunto, Teresa Parodi, Marcela Morelo, Tania Libertad, Víctor Heredia, Ana Prada entre otros, que continuó en la noche del 10 de julio con la participación del Chaqueño Palavecino y Noralía Villafañe ante cientos de miles de personas congregadas en torno a la Plaza Independencia, la principal y más céntrica de la ciudad San Miguel de Tucumán.
La zona estuvo engalanada por banderas y escarapelas argentinas, un escenario con una pantalla gigante y la misma Casa de Gobierno con imágenes de maping.

## Países cuyos presidentes participaron en los festejos
| - Brasil - Chile | - Ecuador - Venezuela | - Uruguay - Paraguay | - Bolivia |  |

## Partido del Bicentenario
Se trató de un partido amistoso entre Argentina y Canadá que se realizó antes de la partida de la selección argentina hacia el Mundial de Fútbol de 2010.
La despedida de la Selección Argentina
| 24 de mayo de 2010, 16:30h (TV Pública) | Argentina                                                             | 5:0 (3:0) | Canadá | Estadio Monumental, Buenos Aires                                 |                                                                  |
|                                         | M. Rodríguez 15' 31' · A. Di María 36' · C. Tévez 61' · S. Agüero 80' | Reporte   |        | Asistencia: 70.000 espectadores Árbitro(s): Víctor Rivera (Perú) | Asistencia: 70.000 espectadores Árbitro(s): Víctor Rivera (Perú) |

## Otras adhesiones
- Con motivo de estos festejos, desde el ámbito televisivo, a partir de la primera semana de mayo, el canal América 24 cambió sus colores representativos por los colores de la bandera argentina. También lo hizo la emisora Todo Noticias (TN) cambiando sus colores rojo y azul a blanco y celeste, tanto en el logotipo como en su placa de noticias. La TV Pública cambió su logo por una escarapela que va mutando, al igual que Canal Nueve que también cambió su logo por una escarapela.

- En Italia, a partir de las 0:00 (hora italiana) del lunes 25 de mayo el Coliseo Romano fue iluminado con los colores argentinos, incluyendo al escudo y a la bandera, sumado a la proyección de imágenes de Argentina. El lema (en italiano y español) Argentina batte giunto a Te/Argentina palpita junto a ti cubrió también el célebre monumento romano; en el mismo día el presidente de Italia, Giorgio Napolitano, envió un mensaje salutación a la presidenta argentina en el cual se destaca el vínculo entre ambos países.

- En Estados Unidos: en el Empire State Building se realizó un homenaje a Argentina para celebrar su bicentenario por la Revolución de Mayo.[16]

- Google se sumó a los festejos por el Bicentenario de la Revolución de Mayo al modificar su logo con la incorporación de una escarapela argentina, el número 200 y cintas de colores celestes y blancas. Posteriormente debió corregirse debido a que, en un primer momento, mencionaron por error que se trataba del festejo por la Declaración de independencia de la Argentina, ocurrida el 9 de julio de 1816. El 9 de julio de 2010 -dentro del año Bicentenario Argentino- Google volvió a homenajear a la Argentina con los colores patrios (azulcelestes y blancos) y con el número 200.[17]
- En Uruguay se dispuso por única vez feriado el 25 de mayo por tratarse de un feriado del Río de la Plata

## Concursos
- Se realizó un concurso por internet para chicos y adolescentes. El fin era diseñar el logo de Google para el Día de la Revolución. El diseño ganador sería el que aparecería en la página principal de Google.
- En el canal National Geographic se realizó el programa Malbec del Bicentenario donde se elegía de entre varios participantes de distintas provincias al mejor vino argentino.
- En el programa Showmatch se realizó el "Baila Argentina", donde un pueblo o ciudad competía representando a su provincia bailando distintas canciones, estos bailes eran vistos por televisión, luego los mejores eran votados por mensajes de texto y el mejor de todos pasaba a la siguiente ronda. El ganador de todos era premiado con el complimiento de un sueño que su intendente pedía como por ejemplos necesidades de cada ciudad o pueblo.

## Monedas conmemorativas
El BCRA dispuso la emisión de 300 millones de monedas de la serie de 1 peso, conmemorativas del Bicentenario Argentino; tales monedas son bimetálicas: La composición del anillo es de cupro-níquel y la del centro es de bronce de aluminio.
Se acuñan en cinco versiones según el diseño que aparece en sus "caras", los respectivos cinco diseños representan detalles o vistas de algunos de los lugares turísticos del país, a saber: el Aconcagua, el glaciar Perito Moreno, el Palmar de Colón, el Pucará de Tilcara, y un detalle de Mar del Plata. En la "ceca", además del valor de la moneda aparece escrito: Bicentenario de Argentina 1810 — 2010.

## Televisión
Durante toda la semana de mayo se transmitió por televisión películas sobre la Revolución de Mayo y demás como: San Martín: El Cruce de los Andes, Manuel Belgrano, y La Patria Equivocada. Y se publicaron libros como: 1810, Enigmas de la historia argentina, Hombres de Mayo, e Historias de corceles y de acero.
Televisaron:
TV Pública, C5N, TN, Crónica TV y Telefé.

## Récords
- La mayor audiencia para un acontecimiento patrio en la Argentina, con tres millones de personas reunidas en la Avenida 9 de Julio para cantar el Himno Nacional Argentino.[1]
- El desfile más largo del país, realizado por los artistas de Fuerza Bruta, con una longitud de cerca de 5 kilómetros, donde las escenas se repetían cada quince minutos.
- El locro más grande del mundo, del que comieron más de 10 000 mil comensales, servido en la ciudad cordobesa de Villa María.[19]
- La bandera más larga del mundo, con una longitud aproximada de veinte kilómetros.
- La mayor proyección 3D usada en un espectáculo, sobre la fachada del Teatro Colón.